# Arturo Ledesma
Arturo Javier Ledesma Pérez (Guadalajara, 25 maggio 1988) è un calciatore messicano, difensore del Leones Negros UdeG.

## Carriera
Ha debuttato a 19 anni con i Chivas de Guadalajara nel torneo di Clausura 2007 e nella CONCACAF Champions League. Ha debuttato in campionato in una partita vinta contro l'Atlante.